# Robert Ziębiński
Robert Ziębiński (ur. 26 września 1978 w Siemianowicach Śląskich) – polski dziennikarz i pisarz. Studiował dziennikarstwo na Uniwersytecie Jagiellońskim. Pomysłodawca portalu kulturalnego dzikabanda.pl, pomysłodawca efemerycznej Nagrody im. Henryka Sienkiewicza oraz POP!Festivalu. W latach 2017–2019 był redaktorem naczelnym polskiej edycji "Playboya".

## Życiorys
Lata dzieciństwa i nastoletności spędził w Chrzanowie, gdzie ukończył I Liceum Ogólnokształcące im. Stanisława Staszica. Przez ostatnie piętnaście lat pracował i publikował w takich tytułach jak „Tygodnik Powszechny”, „Gazeta Wyborcza”, „Rzeczpospolita”, „Przekrój”, „Newsweek”, „Nowa Fantastyka”. W 2010 ukazała się jego pierwsza powieść Dżentelmen, następnie krytyczne 13 po 13 (wspólnie z Lechem Kurpiewskim, 2012), czy książka o Stephenie Kingu - Sprzedawca strachu (2014). Jego opowiadania ukazały się m.in. w „Nowej Fantastyce” oraz w antologiach City 2 (2011) oraz 17 szram (2013). W 2015 wydał pomocnik kulturalnego turysty: Londyn Przewodnik popkulturowy. W 2019 wydał największy napisany przez europejskiego autora almanach poświęcony twórczości Stephena Kinga Stephen King. Instrukcja obsługi. W czerwcu 2019 nakładem wydawnictwa Świat Książki ukazał się jego kryminał Furia. Natomiast w marcu 2020 Wydawnictwo Burda wydało Czarny Staw, powieść dla młodzieży inspirowaną legendami.13 grudnia 2023r. zmarł mu ojciec, Józef Ziębiński.

## Twórczość

### Powieści
- Dżentelmen, Kraków: Wydawnictwo EMG, 2010, ISBN 978-83-931018-0-1.
- Wspaniałe życie, Warszawa: Wydawnictwo W.A.B., 2016, ISBN 978-83-280-2633-9; kryminał.
- Furia, Warszawa: Świat Książki, 2019, ISBN 978-83-813-9176-4; kryminał.
- Piosenki na koniec świata, Szczecinek, Phantom Books, 2019, ISBN 978-83-66135-20-8.
- Czarny Staw. Tom 1, Warszawa: Burda Książki, 2020, ISBN 978-83-8053-688-3; powieść młodzieżowa.
- Dzień wagarowicza, Poznań: Dom Wydawniczy Rebis, 2020, ISBN 978-83-8188-067-1; horror.
- Lockdown, Białystok: Wydawnictwo Kobiece, 2020, ISBN 978-83-66611-87-0, thriller.
- Zabawka, Białystok: Wydawnictwo Mova, 2021, ISBN 978-83-66815-00-1; kryminał.
- Czarny Staw. Tom 2. Wiła, Warszawa: Burda Książki, 2021, ISBN 978-83-8053-845-0; powieść młodzieżowa.

### Literatura faktu, publicystyka
- 13 po 13. Subiektywny remanent kina, Warszawa: Prószyński i S-ka, 2012, ISBN 978-83-7839-402-0 (wspólnie z Lechem Kurpiewskim).
- Stephen King. Sprzedawca strachu, Zakrzewo: Replika, 2014, ISBN 978-83-7674-284-7.
- Londyn. Przewodnik popkulturowy, Warszawa: Wydawnictwo W.A.B., 2015, ISBN 978-83-2802680-3.
- Stephen King. Instrukcja obsługi, Warszawa: Albatros, 2019, ISBN 978-83-8125-542-4.
- Porno. Jak oni to robią?, Białystok: Wydawnictwo Mova, 2021, ISBN 978-83-66718-37-1.
- Kroniki zbrodni. Tajemnicze zaginięcia, seryjni mordercy, sprawy, których do dziś nie udało się wyjaśnić…, Kraków: Znak, 2021, ISBN 978-83-240-6163-1 (wspólnie z Moniką Całkiewicz).